# Arrane Ashoonagh Vannin
Arrane Ashoonagh Vannin (engelska:  O Land of our Birth) är Isle of Mans nationalsång. Den skrevs och komponerades av William Henry Gill (1839-1923) och den manxiska översättningen var gjord av John J. Kneen (1873–1939). Nationalsången har åtta verser men det är bara den första och den sista versen som brukar sjungas. Tynwald beslöt 2002 att den skulle vara Isle of Mans officiella nationalsång tillsammans med den brittiska God Save the Queen.

## Verserna på svenska
O vårt födelseland,

O juvelen på Guds jord,

O ö så stark och så skön;

Byggd lika stadigt som Barrule,

Din tron av hemstyre

Gör oss fria som din friska bergsluft.

När dansken Orry

Regerade i Mannin,

Sades det att han kom ifrån ovan;

För himmelens vishet

Var given till honom

Att styra oss med kärlek och rättvisa.

Våra fäder har berättat

Hur helgon blev helgon,

Förkunnade fredens evangelium;

Att syndfulla begär

Falska som Baals eldar,

Måste dö innan våra problem kan upphöra.

Ni söner av jorden,

I umbäranden och slit,

Som plöjer sig fram på land och till havs,

Ta din vilja medan du kan,

Och tänk på mannen

Som slet vid Galileiska sjön.

När vilda stormar slog emot

Den sköra lilla båten,

De upphörde på hans varsamma befallning;

Trots all vår rädsla

Är Räddaren nära

För att vakta vårt kära fädernesland.

Låt stormvindar jubla,

Och lyft deras röst,

Ingen fara kan på våra hem falla;

Våra gröna kullar och klippor

Omgärdar vår flock,

Och håller ute havet som en mur.

Vår ö, så välsignad, kan ingen fiende antasta

Vår säd och vår fisk ska föröka sig;

Från strid och svärd beskyddar vår Herre, 

Och kröner vårt land med frid.

Låt oss så glädjas

Med hjärta, själ och röst,

Och att på Herrens löfte förtrösta

Att i varje timme

Vi förtröstar på hans makt,

Ingen ondska kan nå våra själar.

## Verserna på engelska
O land of our birth,

O gem of God's earth,

O Island so strong and so fair;

Built firm as Barrule,

Thy Throne of Home Rule

Make us free as thy sweet mountain air.

When Orry, the Dane,

In Mannin did reign,

'Twas said he had come from above;

For wisdom from Heav'n

To him had been giv'n

To rule us with justice and love.

Our fathers have told

How Saints came of old,

Proclaiming the Gospel of Peace;

That sinful desires,

Like false Baal fires,

Must die ere our troubles can cease.

Ye sons of the soil,

In hardship and toil,

That plough both the land and the sea,

Take heart while you can,

And think of the Man

Who toiled by the Lake Galilee.

When fierce tempests smote

That frail little boat,

They ceased at His gentle command;

Despite all our fear,

The Saviour is near

To safeguard our dear Fatherland.

Let storm-winds rejoice,

And lift up their voice,

No danger our homes can befall;

Our green hills and rocks

Encircle our flocks,

And keep out the sea like a wall.

Our Island, thus blest, No foe can molest;

Our grain and our fish shall increase;

From battle and sword Protecteth the Lord,

And crowneth our nation with peace.

Then let us rejoice

With heart, soul and voice,

And in The Lord's promise confide;

That each single hour

We trust in His power,

No evil our souls can betide.

## Verserna påmanx
O Halloo nyn ghooie,

O' Ch'liegeen ny s'bwaaie

Ry gheddyn er ooir aalin Yee,

Ta dt' Ardstoyl Reill Thie

Myr Barrool er ny hoie

Dy reayl shin ayns seyrsnys as shee.

Tra Gorree yn Dane

Haink er traie ec y Lhane

Son Ree Mannin v'eh er ny reih

'S va creenaght veih Heose

Er ny chur huggey neose

Dy reill harrin lesh cairys as graih

Ren nyn ayryn g'imraa

Va Nooghyn shenn traa

Yn Sushtal dy Hee fockley magh

Shegin yeearree peccoil

Myr far aileyn Vaal,

Ve er ny chur mow son dy bragh.

Vec ooasle yn Theihll

Ayns creoighys tooilleil

Ta traaue ooir as faarkey, Gow cree

Ny jarrood yn fer mie

Ta coadey 'n lught-thie

Ren tooilleil liorish Logh Galilee.

D'eiyr yn sterrm noon as noal

Yn baatey beg moal

Fo-harey hug Eh geay as keayn

Trooid ooilley nyn ghaue

Ta'n Saualtagh ec laue

Dy choadey nyn Vannin veg veen.

Lhig dorrinyn bra

Troggal seose nyn goraa

As brishey magh ayns ard arrane

Ta nyn groink aalin glass

Yn vooir cummal ass

As coadey lught-thie as shioltane.

Nyn Ellan fo-hee

Cha boir noidyn ee

Dy bishee nyn eeastyn as grain

Nee'n Chiarn shin y reayll

Voish strieughyn yn theihll

As crooinnagh lesh shee 'n ashoon ain.

Lhig dooin boggoil bee,

Lesh annym as cree,

As croghey er gialdyn yn Chiarn;

Dy vodmayd dagh oor,

Treish teil er e phooar,

Dagh olk ass nyn anmeenyn 'hayrn